# 胡梦华
胡梦华（1903年—1983年9月11日），行名昭佐，字圃荪，男，安徽绩溪人，中国文学评论家、政治人物。国立东南大学毕业，曾任河北省政府秘书长、天津市社会局局长等职。1951年在镇反运动中被羁留，1975年获特赦，1979年获平反，任政协天津市第七届委员会委员。

## 生平
1903年生于安徽省绩溪县上庄镇宅坦村。1920年考取南京高等师范学校西洋文学系，1921年扩为国立东南大学，转入文学系。在校期间与胡适的姪儿胡思永成为挚友，同時也结识了梁实秋、郭沫若、郁达夫和成仿吾等人。1923年与同班同学吴淑贞结婚。1924年秋毕业后留校任教，后任商务印书馆编辑、国民党安徽省党部指导委员会训练部秘书。1929年初，任安徽省立第五中学（凤阳）校长。5月24日上午，第五中学学生将其围困在办公楼内，强烈要求收回开除学生，并撤换校长。1929年夏，离开安徽省赴北平，结识国民党CC派骨干张厉生，建立了外围组织“诚社”，在北平大中学校开展活动并发展成员。1929年9月至1935年6月，在北平任国民党河北省党部监察委员。1935年，任国民党中央执行委员会组织部党员训练处处长，庐山暑期训练团干事。
1937年抗日战争开始后，任国民政府军事委员会政治部战地服务团主任。1940年至1943年，任河北省政府委员兼秘书长，后代行省政府主席职务。1943年进入重庆中央训练团受训。同年开始任行政院机要秘书，督促执行蒋介石的手令。1945年至1949年1月，出任天津市社会局局长，兼国民党天津市党部委员、天津民食调配委员会民食调配处处长。
1948年下半年，中共地下党对胡梦华进行了策反工作。胡梦华受指示安排地下党员刘绛雯兼任社会局主任秘书。黎智将胡梦华的女儿胡匡敏调回天津，协助他们的工作。胡梦华主动提供了天津工厂分布示意图、天津富户名册以及有特别通行证的小轿车、数个特别通行臂章。
1950年秋，胡梦华被安排到华北人民革命大学研究班学习。1951年，他在镇压反革命运动中因历史问题被羁留，拘押在北京战犯管理所。1975年被特赦，后任天津市政协委员、文史委员会委员。1978年中共十一届三中全会之后，胡梦华对他的历史问题进行了申诉。1979年12月31日，中共天津市委统战部经最高人民法院批准，对胡梦华进行了平反，撤销1975年度赦字第187号特赦通知书，认定其为爱国人士。
1979年，胡梦华到美国探望子女。1983年6月回到中国大陆。1983年9月11日在北京逝世。骨灰安置在八宝山革命公墓。9月27日上午，天津市政协为胡梦华举行了追悼会。全国政协常委黄逖非主持追悼会。

## 文学
在东南大学求学期间，胡梦华是保守派《学衡》杂志作者群中的一员。1922年10月24日，胡梦华在上海《时事新报·学灯》发表了一篇文章《读了〈蕙的风〉以后》，文章指责汪静之《蕙的风》诗集中的一些爱情诗是“堕落轻薄”的作品，“有不道德的嫌疑”，引起了一场文坛纷争。
1923年12月1日，胡梦华与吴淑贞在南京花牌楼中国青年会举行结婚典礼。胡适为证婚人，梅光迪（西洋文学系主任）和楼光来教授分别为男女双方的介绍人。
1926年3月10日，他在《小说月报》第17卷第3号发表《絮语散文》，对絮语散文的概念、内涵、特征等方面都做了比较系统的阐述和说明。

## 出版物
- 《表现的鉴赏》，1928年3月由现代书局出版。

## 家庭
- 祖父：吴宝铎，清同治戊辰年进士。曾任兵部员外郎、军机。[9]
- 父亲：胡幼晴。
- 妻子：吴淑贞（吴淑珍），胡梦华在东南大学时的同班同学。1923年结婚，育有四男二女。1949年赴台湾。1963年赴美国与家人团聚，1964年因心脏衰竭逝世。
- 长子：胡匡瑞（1927年1月1日－2002年12月8日），曾任台湾省政府财政厅副厅长，标致汽车台灣總代理協和國際股份有限公司董事長[10]。
- 次子：胡匡琦
- 三子：胡匡冀，电脑专家，1956年赴美国。1994年10月28日至11月9日，曾在清华大学、四机部和北京理工大学参观、讲学[11]。2014年逝世。
- 四子：胡匡九（胡匡久），妻子蒋明秋。1956年赴美国。
- 长女：胡匡敏，曾就读于南京国立中央大学，后加入中国共产党。1963年赴美国。1991年在东南大学捐赠人民币2万元设立“胡梦华奖学金”[12]。
- 次女：胡匡政（1931年－），1956年赴美国。1957年与钱煦结婚。